# Glory (album của Britney Spears)
Glory là album phòng thu thứ chín của ca sĩ người Mỹ Britney Spears, phát hành ngày 26 tháng 8 năm 2016 bởi RCA Records. Sau khi gia hạn hợp đồng với RCA, Spears bắt đầu thực hiện album vào năm 2014 với mong muốn tạo nên một đĩa nhạc đột phá hơn album phòng thu trước Britney Jean (2013). Trong khoảng thời gian này, nữ ca sĩ hợp tác với Iggy Azalea để phát hành "Pretty Girls" và gặt hái những thành công tương đối, nhưng đĩa đơn sau đó không được đưa vào Glory. Do không bị thúc ép về thời gian phát hành, nữ ca sĩ tiếp tục hoàn thiện album trong năm 2015 và 2016, tạo điều kiện để cô cho ra mắt một trong những dự án yêu thích nhất trong sự nghiệp. Đây là một bản thu âm pop, R&B và dance-pop kết hợp với âm hưởng của EDM và hip hop, trong đó Spears lần đầu hợp tác với nhiều sản xuất như BloodPop, Cashmere Cat, DJ Mustard và Ian Kirkpatrick.
Glory nhận được những phản ứng tích cực từ các nhà phê bình âm nhạc, trong đó họ đánh giá cao khâu sản xuất, chất giọng của Spears và gọi đây là một trong những bản thu âm xuất sắc nhất của cô sau nhiều năm. Ngoài ra, đĩa nhạc cũng lọt vào danh sách những album xuất sắc nhất năm của một số tổ chức và ấn phẩm âm nhạc. Glory cũng gặt hái nhiều thành công về mặt thương mại, đứng đầu các bảng xếp hạng tại Cộng hòa Séc, Ireland, Ý và lọt vào top 5 ở 20 quốc gia khác, bao gồm những thị trường lớn như Úc, Canada, Đức, Tây Ban Nha, Thụy Sĩ và Vương quốc Anh. Tại Hoa Kỳ, album ra mắt ở vị trí thứ ba trên bảng xếp hạng Billboard 200 với 111,000 đơn vị album tương đương, thành tích cải thiện về doanh số so với Britney Jean và trở thành album thứ chín liên tiếp của cô vươn đến top 5 tại đây. 
"Make Me" (hợp tác với G-Eazy) được phát hành làm đĩa đơn mở đường cho Glory, và đạt vị trí thứ 17 trên bảng xếp hạng Billboard Hot 100, trong khi Spears kết hợp với Tinashe cho phiên bản mới của đĩa đơn thứ hai "Slumber Party" và đạt vị trí thứ 86 tại Hoa Kỳ. Ngoài ra, ba đĩa đơn quảng bá cũng được phát hành trước khi ra mắt album—"Private Show", "Clumsy" và "Do You Wanna Come Over?". Đế quảng bá album, Spears xuất hiện và trình diễn trên nhiều chương trình truyền hình và lễ trao giải, bao gồm The Jonathan Ross Show, Today, Lễ hội âm nhạc iHeartRadio năm 2016, Lễ hội âm nhạc Apple năm 2016 và giải Video âm nhạc của MTV năm 2016. Glory được tái bản hai lần vào năm 2020 với một số bản nhạc mới, trong đó "Mood Ring (By Demand)", "Swimming in the Stars" và "Matches" lần lượt được phát hành dưới dạng đĩa đơn.

## Bối cảnh thực hiện
Vào tháng 8 năm 2014, Spears xác nhận rằng cô đã gia hạn hợp đồng với RCA, và hiện tại cô đang sáng tác và thu âm những bài hát mới. Quá trình ghi âm album kéo dài hai năm rưỡi và "30 đến 40" bài hát đã được ghi âm cho nó. Sau khi bắt tay thực hiện album được 6 tháng, Spears cảm thấy không hài lòng với thành quả đạt được. Karen Kwak sau đó đã được chọn làm điều hành sản xuất sau khi phát hành "Pretty Girls" và giúp Spears tìm thấy "những người thú vị nhất để viết bài hát cùng". Kwak muốn mang lại những âm thanh tương tự như hai album phòng thu trước của nữ ca sĩ là Blackout và In the Zone cho Glory, và chọn ra các nhà sản xuất dựa trên tiêu chí này. Kwak nói về album: "Britney theo đuổi những bài hát cô ấy muốn làm cho bản thân mình. Cô bắt đầu đưa ra những ý tưởng và giai điệu. Nó là đứa con của cô ấy". Trong một cuộc phỏng vấn với Billboard vào tháng 3 năm 2015, Spears nói rằng cô ấy đang thực hiện album mới "chậm mà chắc".
Vào tháng 4 năm 2015, Matthew Koma xác nhận rằng anh đang thực hiện trên một số chất liệu cho bản thu âm, nhưng không có bài hát nào trong số đó được chọn vào danh sách cuối cùng. Trong tháng 6 năm 2015, những hình ảnh Spears đang làm việc với Sam Bruno được tiết lộ, tuy nhiên, những thành quả từ quá trình cộng tác đã không được đưa vào album. Vào tháng 7 năm 2015, hình ảnh Spears đang làm việc với nhạc sĩ Chantal Kreviazuk và Simon Wilcox cùng nhà sản xuất Ian Kirkpatrick được tiết lộ; trong cùng tháng đó, DJ Mustard thông báo rằng anh cũng tham gia đóng góp cho album, sau đó được tiết lộ là "Mood Ring" được thu âm vào tháng đó. Alex Da Kid cũng được cho là đang làm việc với Spears vào tháng 7 năm 2015, tuy nhiên, những đóng góp này cũng không được chọn. Vào tháng 10 năm 2015, những hình ảnh Spears làm việc trong phòng thu với Burns và Mischke được đăng tải. Cuối tháng đó, Spears tiết lộ tiêu đề cho "Just Luv Me". Trong tháng 11 năm 2015, Spears được bắt gặp đang làm việc trong phòng thu với Justin Tranter và Julia Michaels.
Vào tháng 3 năm 2016, Spears nói rằng đây là "điều tốt nhất mà tôi đã thực hiện trong một thời gian dài", mặc dù cô cũng cho biết rằng cô không biết khi nào album sẽ được hoàn thành và nữ ca sĩ "không vội vã gì [...] vì người hâm mộ của tôi sẽ thực sự đánh giá cao nó". Bài hát cuối cùng được thu âm cho album là "Love Me Down".
Vào ngày 3 tháng 8 năm 2016, Spears tiết lộ tựa đề và bìa album mới của mình, xác nhận ngày phát hành, và gọi đây là "sự bắt đầu của một kỷ nguyên mới". Ngoài ra, bài hát mới của cô "Private Show", mà trước đó đã được tiết lộ một phần giai điệu trong quảng cáo dòng nước hoa cùng tên của Spears, sẽ ngay lập tức xuất hiện khi đặt hàng trước album trên Apple Music. Trên chương trình Most Requested Live với Romeo, Spears tiết lộ rằng con trai cô chính là người đã chọn tiêu đề của album.

## Sáng tác
Kể từ những ngày đầu của quá trình ghi âm Glory, Spears khẳng định rằng cô muốn làm điều gì đó khác với những dự án trước đây của mình và mong muốn tạo nên một bước đột phá mới. Trong buổi hỏi đáp với người hâm mộ trên trang Tumblr cá nhân của mình vào tháng 7 năm 2016, khi được hỏi về phong cách của album, Spears đã trả lời rằng "Tôi sẽ chỉ nói điều này... Chúng tôi đã thực sự khám phá ra được nhiều điều mới mẻ [cho album]". Vào ngày 5 tháng 8, cô tiết lộ trong buổi phỏng vấn trực tiếp qua điện thoại trên chương trình On Air with Ryan Seacrest rằng album "mất rất nhiều thời gian, nhưng tôi nghĩ rằng chúng tôi đã đạt đến một mức độ mà tôi đã thực sự, thực sự rất hạnh phúc với những gì tôi đã có, nó thực sự rất mới mẻ và khác biệt [...] có khoảng hai hoặc ba bài hát trong album đi theo hướng đô thị hơn mà tôi đã muốn làm từ lâu, nhưng tôi lại không thực sự làm được điều đó".

## Đĩa đơn

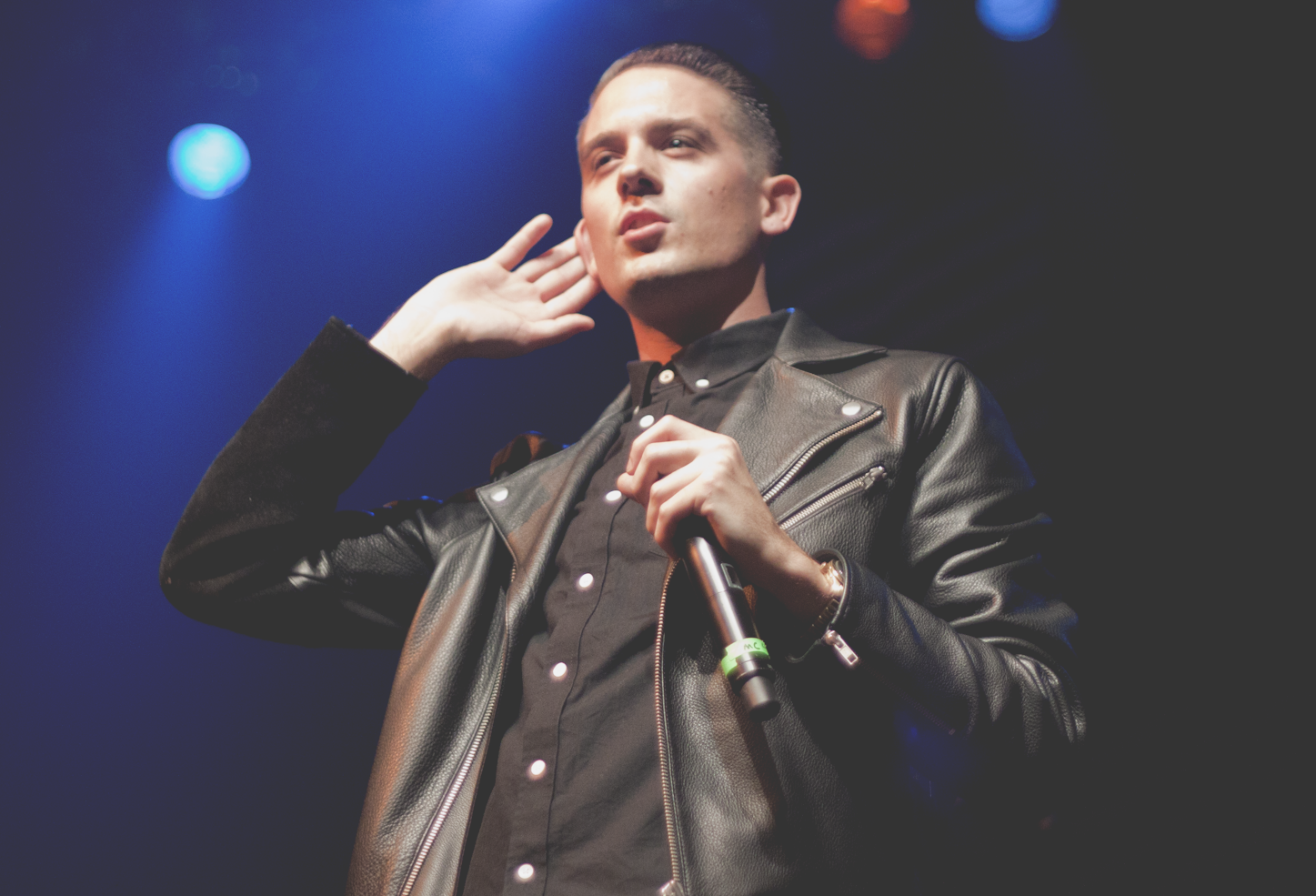
Rapper G-Eazy (trong hình) là nghệ sĩ góp giọng trong "Make Me...".

Ngày 15 tháng 7 năm 2016, Spears phát hành đĩa đơn đầu tiên cho album, "Make Me...", trên iTunes Store. Đây là một bản mid-tempo R&B với sự tham gia góp giọng của rapper người Mỹ G-Eazy. Nó ra mắt và đạt vị trí thứ 17 trên bảng xếp hạng Billboard Hot 100, trở thành đĩa đơn có thứ hạng ra mắt cao thứ 6 trong sự nghiệp của cô trên bảng xếp hạng và hit thứ 34 lọt vào Hot 100. Video ca nhạc của "Make Me..." được ra mắt trên Vevo của Spears vào ngày 5 tháng 8 năm 2016.
Một phiên bản phối lại của "Slumber Party" với sự tham gia góp giọng của Tinashe đã được phát hành vào ngày 18 tháng 11 năm 2016 như là đĩa đơn thứ hai trích từ album. Một video ca nhạc của bài hát cũng được ra mắt cùng ngày. Nó đạt vị trí thứ 86 trên bảng xếp hạng Billboard Hot 100, trở thành bài hát thứ 35 của Spears lọt vào Hot 100.

### Đĩa đơn quảng bá
"Private Show" đã được phát hành như là đĩa đơn quảng bá đầu tiên cùng với việc đặt trước album vào ngày 4 tháng 8 năm 2016. Nó cũng được lấy làm tên thương hiệu cho dòng nước hoa mới nhất của Spears. Bài hát được viết bởi Britney Spears, Carla Williams, Tramaine Winfrey và Simon Smith. "Clumsy" được phát hành như là đĩa đơn quảng bá thứ hai vào ngày 11 tháng 8. Đĩa đơn quảng bá thứ ba, "Do You Wanna Come Over?" được phát hành vào ngày 18 tháng 8.

## Quảng bá

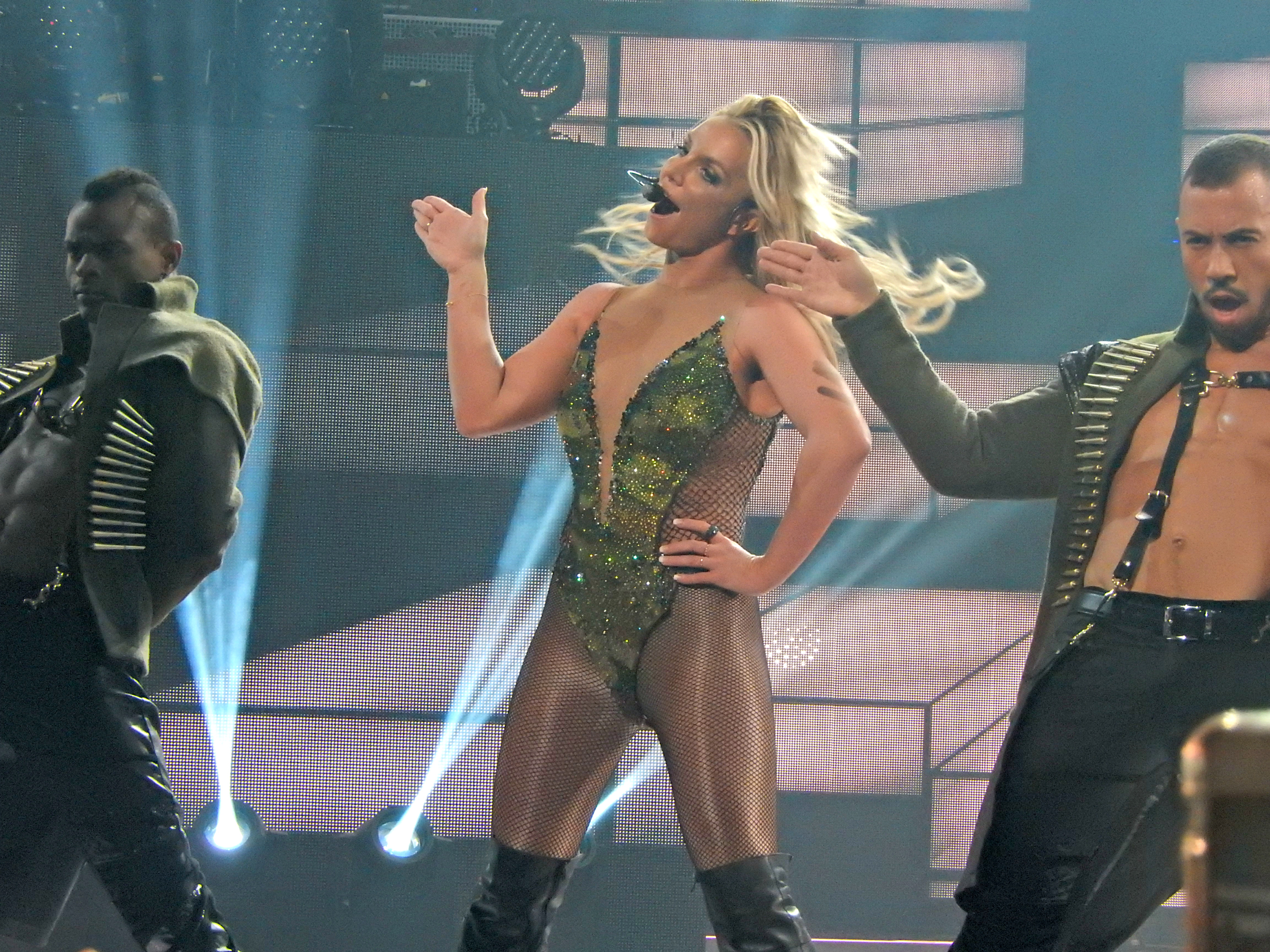
Spears trình diễn tại Lễ hội Âm nhạc Apple tại London.

Ngày 26 tháng 7, Spears trả lời những câu hỏi của khán giả trên trang Tumblr cá nhân. Vào ngày 3 tháng 8 năm 2016, Spears xuất hiện trên Jimmy Kimmel Live!, để chơi khăm chủ trì chương trình Jimmy Kimmel bằng việc nhảy ngẫu hứng "Make Me...", cùng với các vũ công nam, trên giường ngủ của Kimmel vào ban đêm. Ngày 5 tháng 8, Spears tham gia phỏng vấn trên chương trình phát thanh On Air With Ryan Seacrest, nơi cô bàn luận về quá trình thực hiện album. Vào ngày 18 tháng 8 năm 2016, Spears thông báo rằng cô sẽ biểu diễn "Make Me..." tại Giải Video âm nhạc của MTV năm 2016. Màn trình diễn được công bố sau khi hai buổi diễn của Britney: Piece of Me bị huỷ bỏ, mà ban đầu được dự kiến diễn ra hai ngày trước lễ trao giải. Nó đánh dấu sự tái xuất trên sân khấu lễ trao giải này của cô sau gần 10 năm, kể từ màn trình diễn năm 2007 với "Gimme More". Ngày 24 tháng 8, Spears trả lời phỏng vấn trên Scott Mills của BBC.. Vào ngày 25 tháng 8, Spears xuất hiện trong chuyên mục "Carpool Karaoke" trên The Late Late Show with James Corden. Hai ngày sau đó, Spears giải đáp những câu hỏi của khán giả trong chương trình Most Requested Live.. Ngày 1 tháng 9, Spears xuất hiện lần đầu tiên sau 15 năm trên Today Show để trả lời phỏng vấn và trình diễn "Make Me..." và "Do You Wanna Come Over?". Ngày 8 tháng 9, Spears xuất hiện trên The Ellen DeGeneres Show. Ngày 24 tháng 9 năm 2016, Spears trình diễn mở màn trong ngày thứ hai của Lễ hội âm nhạc iHeartRadio 2016, được tổ chức tại T-Mobile Area ở Las Vegas. Ngày 27 tháng 9, Spears sẽ trình diễn tại Lễ hội âm nhạc Apple. Ngày 1 tháng 10, Spears được lên kế hoạch xuất hiện và trình diễn trên The Jonathan Ross Show, đánh dấu hoạt động đầu tiên của cô trên truyền hình Anh quốc kể từ năm 2008. Ngày 2 tháng 12, Spears biểu diễn tại KIIS-FM Jingle Ball. Nữ ca sĩ nhận được một chiếc bánh sinh nhật và trình diễn "Slumber Party" với Tinashe. Một ngày sau, cô biểu diễn tại Triple Ho Show.

## Đánh giá chuyên môn
| Đánh giá chuyên môn  | Đánh giá chuyên môn |
| Điểm trung bình      | Điểm trung bình     |
| Nguồn                | Đánh giá            |
| -------------------- | ------------------- |
| Metacritic           | 71/100              |
| Nguồn đánh giá       |                     |
| Nguồn                | Đánh giá            |
| AllMusic             | [ 45 ]              |
| Boston Globe         | (tích cực)          |
| The Daily Telegraph  | [ 47 ]              |
| Entertainment Weekly | B                   |
| Los Angeles Times    | (tích cực)          |
| NME                  | 3/5                 |
| New York Times       | (trái chiều)        |
| Rolling Stone        | [ 52 ]              |
| Slant Magazine       | [ 53 ]              |
| Vice                 | A–                  |

Glory nhận được nhiều đánh giá tích cực từ các nhà phê bình âm nhạc. Sal Cinquemani của Stant Magazine đánh giá 3.5 sao trên 5 sao cho album, gọi giai điệu của album là "táo bạo và trưởng thành", nhưng lại chỉ trích "Private Show", gọi nó là "quả bom xịt duy nhất của album". Maura Johnston của The Boston Globe miêu tả album giống như "một nguồn năng lượng không kiềm chế" và "hoạt động theo cách riêng của nó". Neil McCormick từ The Daily Telegraph ca ngợi khâu sản xuất của album, và lưu ý rằng "mỗi bài hát đều nghe có vẻ như một đĩa đơn". Trong một động thái mang tính chất trái chiều, Jon Parales từ The New York Times cho rằng Glory "khá nhàm chán, đơn điệu", nhưng tán dương chất giọng dứt khoát của cô. Mesfin Fekadu từ Associated Press ghi nhận Spears "đã đánh dấu bước ngoặt nhảy vào thời cuộc [thị trường nhạc R&B]", nhưng tuyên bố rằng những bài hát nghe như không phải là "Britney đích thực". Ngược lại, Nolan Feeney từ Entertainment Weekly chỉ ra rằng những bài hát trong album như nghe "giống như cái nhìn thoáng qua của Britney - thị hiếu âm nhạc và giọng hát của cô -  không thực sự hoàn hảo về mọi mặt".
Đặc biệt hơn, chất giọng của Spears được giới chuyên môn khá đề cao. Los Angeles Times mô tả giọng hát của nữ ca sĩ là một "cải tiến lớn" so với Britney Jean, trong đó lưu ý rằng "cách hát được thể hiện rất tự nhiên [...] làm cho Glory tốt đến vậy". The Boston Globe cảm thấy Spears đã "đắm chìm hoàn toàn vào màn trình diễn thanh nhạc của mình" trong album, cũng như nhận xét rằng: "Glory là một album nhạc pop theo cách riêng của nó, một phần là nhờ sức nóng của chính bản thân ca sĩ thể hiện, sau nhiều năm, Spears vẫn cai trị đế chế nhạc pop của mình". The New York Times nhận thấy rằng nó nghe như Spears đã "tham gia nhiều hơn, thực tại hơn, nhiều hơn những gì cô ấy có trong gần một thập kỷ qua". Rolling Stone so sánh một cách tích cực giọng hát của Spears với những gì cô thể hiện trong In the Zone, cho rằng "cô đã không khuấy động giọng hát của mình một cách khéo léo kể từ những ngày tháng của "Toxic"". Entertainment Weekly mô tả album sở hữu "giọng hát tràn đầy năng lượng nhất của cô" trong hơn một thập kỷ qua và nhận thấy rằng chất giọng của Spears nghe như "thực tại hơn và nhiệt tình hơn sau nhiều năm". Với suy nghĩ tương tự, Idolator mô tả Spears nghe như "rõ ràng hơn, tham gia nhiều hơn và nổi bật hơn sau nhiều năm". Slant Magazine ghi nhận Spears với một "sự sẵn sàng để căng tràn giọng hát và khám phá những địa hình âm thanh mới", nhưng cũng nhận xét rằng điều này lại "làm nổi bật những thiếu sót" của cô.

### Danh sách cuối năm
Glory đã được liệt kê trong danh sách những album xuất sắc của năm bởi nhiều tổ chức âm nhạc.
| Đơn vị         | Thành tựu                               | Năm  | Xếp hạng | Nguồn  |
| -------------- | --------------------------------------- | ---- | -------- | ------ |
| Slant Magazine | 25 Album xuất sắc nhất của năm 2016     | 2016 | 10       | [ 58 ] |
| Digital Spy    | 20 Album xuất sắc nhất của năm 2016     | 2016 | 11       | [ 59 ] |
| Fuse           | Album xuất sắc nhất của năm 2016        | 2016 | 12       | [ 60 ] |
| AOL            | Album xuất sắc nhất của năm 2016        | 2016 | 5        | [ 61 ] |
| Rolling Stone  | 20 Album Pop xuất sắc nhất của năm 2016 | 2016 | 5        | [ 62 ] |

## Diễn biến thương mại
Glory ra mắt ở vị trí thứ 3 trên bảng xếp hạng Billboard 200, với 111.000 đơn vị album được tiêu thụ trong tuần đầu phát hành, bao gồm 88.000 bản xuất phát từ doanh thu thuần. Tại Vương quốc Anh và Ireland, nó lần lượt ra mắt ở vị trí thứ 2 và thứ nhất, trở thành album có thứ hạng cao nhất của Spears tại những quốc gia này kể từ Blackout (2007). Tại Đức, album đạt vị trí thứ 3 trong tuần đầu phát hành, trở thành album xếp hạng cao nhất của cô trong 13 năm qua, kể từ In the Zone (2003). Tại Ý, album đứng vị trí số một, trở thành album đầu tiên của cô làm được điều này.

## Danh sách bài hát
| Glory – Bản tiêu chuẩn | Glory – Bản tiêu chuẩn         | Glory – Bản tiêu chuẩn                                                      | Glory – Bản tiêu chuẩn                 | Glory – Bản tiêu chuẩn |
| STT                    | Nhan đề                        | Sáng tác                                                                    | Sản xuất                               | Thời lượng             |
| ---------------------- | ------------------------------ | --------------------------------------------------------------------------- | -------------------------------------- | ---------------------- |
| 1.                     | "Invitation"                   | Britney Spears Julia Michaels Justin Tranter Nick Monson                    | Monson Mischke [a]                     | 3:19                   |
| 2.                     | "Do You Wanna Come Over?"      | Mattias Larsson Robin Fredriksson Michaels Tranter Sandy Chila              | Mattman & Robin[b]                     | 3:22                   |
| 3.                     | "Make Me" (hợp tác với G-Eazy) | Spears Burns Joe Janiak Gerald Gillum                                       | Burns Mischke [a]                      | 3:50                   |
| 4.                     | "Private Show"                 | Spears Carla Marie Williams Tramaine "Young Fyre" Winfrey Simon Smith       | Winfrey Mischke [a]                    | 3:55                   |
| 5.                     | "Man on the Moon"              | Jason Evigan Ilsey Juber Phoebe Ryan Sterling Fox Marcus Lomax              | Evigan Dan Book [c] Pat Thrall [c]     | 3:46                   |
| 6.                     | "Just Luv Me"                  | Daniel Omelio Magnus August Høiberg Michaels                                | Cashmere Cat Robopop Mischke [a]       | 4:01                   |
| 7.                     | "Clumsy"                       | Talay Riley Warren "Oak" Felder Alex Niceforo                               | Felder Alex Nice Mischke [a]           | 3:02                   |
| 8.                     | "Slumber Party"                | Larsson Fredriksson Michaels Tranter                                        | Mattman & Robin [b] Mischke [a]        | 3:34                   |
| 9.                     | "Just Like Me"                 | Spears Michaels Tranter Monson                                              | Monson Mischke [a]                     | 2:44                   |
| 10.                    | "Love Me Down"                 | Andrew "Goldstein" Goldstein Evan Kidd Bogart Jesse St. John Jessica Karpov | Goldstein Mischke [a]                  | 3:18                   |
| 11.                    | "Hard to Forget Ya"            | Oscar Görres Ian Kirkpatrick Brittany Coney Denisia Andrews Edward Drewett  | Görres [b] Kirkpatrick [d] Mischke [a] | 3:29                   |
| 12.                    | "What You Need"                | Spears Williams Winfrey Smith                                               | Winfrey Mischke [a]                    | 3:07                   |
| Tổng thời lượng:       | Tổng thời lượng:               | Tổng thời lượng:                                                            | Tổng thời lượng:                       | 41:27                  |

| Glory – Bản cao cấp (bản nhạc kèm theo) | Glory – Bản cao cấp (bản nhạc kèm theo) | Glory – Bản cao cấp (bản nhạc kèm theo)                   | Glory – Bản cao cấp (bản nhạc kèm theo) | Glory – Bản cao cấp (bản nhạc kèm theo) |
| STT                                     | Nhan đề                                 | Sáng tác                                                  | Sản xuất                                | Thời lượng                              |
| --------------------------------------- | --------------------------------------- | --------------------------------------------------------- | --------------------------------------- | --------------------------------------- |
| 13.                                     | "Better"                                | Spears Michaels Tranter Michael Tucker                    | BloodPop Mischke [a]                    | 3:09                                    |
| 14.                                     | "Change Your Mind (No Seas Cortes)"     | Larsson Fredriksson Michaels Tranter                      | Mattman & Robin [b] Mischke [a]         | 2:59                                    |
| 15.                                     | "Liar"                                  | Evigan Breyan Isaac Danny Parker Nash Overstreet          | Evigan[b]                               | 3:16                                    |
| 16.                                     | "If I'm Dancing"                        | Kirkpatrick Simon Wilcox Chantal Kreviazuk                | Kirkpatrick [b] Mischke [c]             | 3:24                                    |
| 17.                                     | "Coupure Électrique"                    | Spears Lance Eric Shipp Nathalia Marshall Rachael Kennedy | Shipp Mischke [a]                       | 2:20                                    |
| Tổng thời lượng:                        | Tổng thời lượng:                        | Tổng thời lượng:                                          | Tổng thời lượng:                        | 56:35                                   |

| Glory – Bản tại Nhật Bản (bản nhạc kèm theo) | Glory – Bản tại Nhật Bản (bản nhạc kèm theo) | Glory – Bản tại Nhật Bản (bản nhạc kèm theo)   | Glory – Bản tại Nhật Bản (bản nhạc kèm theo) | Glory – Bản tại Nhật Bản (bản nhạc kèm theo) |
| STT                                          | Nhan đề                                      | Sáng tác                                       | Sản xuất                                     | Thời lượng                                   |
| -------------------------------------------- | -------------------------------------------- | ---------------------------------------------- | -------------------------------------------- | -------------------------------------------- |
| 18.                                          | "Mood Ring"                                  | McFarlane Audino Warbrick Hughes Asher Fontana | DJ Mustard Twice as Nice [d] Asher [a]       | 3:49                                         |
| Tổng thời lượng:                             | Tổng thời lượng:                             | Tổng thời lượng:                               | Tổng thời lượng:                             | 60:24                                        |

| Glory – Bản Lưu diễn tại Nhật Bản (đĩa kèm theo) | Glory – Bản Lưu diễn tại Nhật Bản (đĩa kèm theo) | Glory – Bản Lưu diễn tại Nhật Bản (đĩa kèm theo) |
| STT                                              | Nhan đề                                          | Thời lượng                                       |
| ------------------------------------------------ | ------------------------------------------------ | ------------------------------------------------ |
| 1.                                               | "Work Bitch"                                     | 4:08                                             |
| 2.                                               | "Womanizer"                                      | 3:43                                             |
| 3.                                               | "Piece of Me"                                    | 3:31                                             |
| 4.                                               | "Me Against the Music" (Dragon Man Mix)          | 3:44                                             |
| 5.                                               | "Gimme More"                                     | 4:11                                             |
| 6.                                               | "Everytime"                                      | 3:50                                             |
| 7.                                               | "...Baby One More Time"                          | 3:31                                             |
| 8.                                               | "Oops!... I Did It Again"                        | 3:31                                             |
| 9.                                               | "Boys"                                           | 3:28                                             |
| 10.                                              | "Get Naked (I Got a Plan)"                       | 4:45                                             |
| 11.                                              | "I'm a Slave 4 U"                                | 3:24                                             |
| 12.                                              | "Freakshow"                                      | 2:55                                             |
| 13.                                              | "Do Somethin'"                                   | 3:22                                             |
| 14.                                              | "Circus"                                         | 3:11                                             |
| 15.                                              | "If U Seek Amy"                                  | 3:36                                             |
| 16.                                              | "Breathe on Me"                                  | 3:44                                             |
| 17.                                              | "Touch of My Hand"                               | 4:20                                             |
| 18.                                              | "Toxic"                                          | 3:19                                             |
| 19.                                              | "Stronger"                                       | 3:24                                             |
| 20.                                              | "(You Drive Me) Crazy"                           | 3:19                                             |
| 21.                                              | "Till the World Ends"                            | 3:58                                             |
| Tổng thời lượng:                                 | Tổng thời lượng:                                 | 76:54                                            |

Ghi chú
- Trong phiên bản nhạc số của album, "Do You Wanna Come Over?" là bài hát thứ bảy sau "Clumsy" và trước "Slumber Party", trong khi những bài hát còn lại vẫn giữ nguyên thứ tự ban đầu.[68]
- Album được phát hành lại vào ngày 16 tháng 11 năm 2016 trên nền tảng nhạc số và phát trực tuyến, bao gồm phiên bản mới của "Slumber Party" với sự góp giọng của Tinashe, có cùng độ dài với bản gốc.[69] Phiên bản hát đơn được trở lại trong bản cao cấp tái bản năm 2020.
- Phiên bản năm 2016 của album (không bao gồm bản tại Nhật Bản) và bản tiêu chuẩn tái bản năm 2020 không còn xuất hiện trên nền tảng nhạc số kể từ tháng 9 năm 2022. Phiên bản độc quyền tại Nhật Bản và phiên bản cao cấp tái bản năm 2020 hiện vẫn xuất hiện.
- ^[a]  – nghĩa là sản xuất giọng hát
- ^[b]  – nghĩa là sản xuất chính và giọng hát
- ^[c]  – nghĩa là hỗ trợ sản xuất giọng hát
- ^[d]  – nghĩa là đồng sản xuất

## Xếp hạng
| Bảng xếp hạng (2016–2017)                | Vị trí cao nhất |
| ---------------------------------------- | --------------- |
| Album Argentina (CAPIF)                  | 5               |
| Album Úc (ARIA)                          | 4               |
| Album Áo (Ö3 Austria)                    | 6               |
| Album Bỉ (Ultratop Vlaanderen)           | 3               |
| Album Bỉ (Ultratop Wallonie)             | 4               |
| Album Canada (Billboard)                 | 4               |
| Album Croatia Quốc tế (HDU)              | 18              |
| Album Cộng hòa Séc (ČNS IFPI)            | 1               |
| Album Đan Mạch (Hitlisten)               | 35              |
| Album Hà Lan (Album Top 100)             | 8               |
| Album Estonia (Eesti Ekspress)           | 8               |
| Album Phần Lan (Suomen virallinen lista) | 8               |
| Album Pháp (SNEP)                        | 6               |
| Album Đức (Offizielle Top 100)           | 3               |
| Album Hy Lạp (IFPI)                      | 21              |
| Album Hungaria (MAHASZ)                  | 10              |
| Album Ireland (IRMA)                     | 1               |
| Album Ý (FIMI)                           | 1               |
| Album Nhật Bản (Oricon)                  | 19              |
| Album Nhật Bản Quốc tế (Oricon)          | 4               |
| Album Mexico (AMPROFON)                  | 5               |
| Album New Zealand (RMNZ)                 | 8               |
| Album Na Uy (VG-lista)                   | 10              |
| Album Ba Lan (ZPAV)                      | 12              |
| Album Bồ Đào Nha (AFP)                   | 3               |
| Album Scotland (OCC)                     | 4               |
| Album Nam Phi (RISA)                     | 20              |
| Album Hàn Quốc (Circle)                  | 26              |
| Album Hàn Quốc Quốc tế (Circle)          | 1               |
| Album Tây Ban Nha (PROMUSICAE)           | 2               |
| Album Thụy Điển (Sverigetopplistan)      | 12              |
| Album Thụy Sĩ (Schweizer Hitparade)      | 4               |
| Album Anh Quốc (OCC)                     | 2               |
| Album Hoa Kỳ Billboard 200               | 3               |

| Bảng xếp hạng (2016)            | Vị trí cao nhất |
| ------------------------------- | --------------- |
| Album Hàn Quốc Quốc tế (Circle) | 5               |
| Album Uruguay (CUD)             | 11              |

| Bảng xếp hạng (2016)            | Vị trí cao nhất |
| ------------------------------- | --------------- |
| Album Bỉ (Ultratop Wallonia)    | 142             |
| Album Mexico (AMPROFON)         | 87              |
| Album Hàn Quốc Quốc tế (Circle) | 88              |
| Hoa Kỳ Billboard 200            | 172             |

## Chứng nhận
| Quốc gia                                                    | Chứng nhận | Số đơn vị/doanh số chứng nhận |
| ----------------------------------------------------------- | ---------- | ----------------------------- |
| Canada (Music Canada)                                       | Vàng       | 40.000‡                       |
| ‡ Chứng nhận dựa theo doanh số tiêu thụ và phát trực tuyến. |            |                               |

## Lịch sử phát hành
| Khu vực    | Ngày              | Phiên bản          | Định dạng                         | Hãng đĩa   | Ct.             |
| ---------- | ----------------- | ------------------ | --------------------------------- | ---------- | --------------- |
| Nhiều      | 26 tháng 8, 2016  | Tiêu chuẩn cao cấp | CD tải nhạc số LP phát trực tuyến | RCA        | [ 111 ]         |
| Hàn Quốc   | 30 tháng 8, 2016  | Tiêu chuẩn cao cấp | CD                                | Sony Music | [ 112 ]         |
| Nhật Bản   | 14 tháng 9, 2016  | Tiêu chuẩn         | CD                                | Sony Music | [ 113 ]         |
| Nhiều      | 16 tháng 11, 2016 | Tái bản            | Tải nhạc số phát trực tuyến       | RCA        | [ 69 ]          |
| Nhật Bản   | 31 tháng 5, 2017  | Lưu diễn           | Album kép                         | Sony Music | [ 114 ]         |
| Trung Quốc | 18 tháng 6, 2017  | Lưu diễn           | Album kép                         | Sony Music | [ 115 ]         |
| Nhiều      | 29 tháng 5, 2020  | Tiêu chuẩn 2020    | Tải nhạc số phát trực tuyến       | RCA        | [ 116 ]         |
| Nhiều      | 4 tháng 12, 2020  | Cao cấp 2020       | LP                                | RCA        | [ 7 ]           |
| Nhiều      | 11 tháng 12, 2020 | Cao cấp 2020       | Tải nhạc số phát trực tuyến       | RCA        | [ 117 ] [ 118 ] |